# Сабанеєва Людмила Давидівна
Людмила Давидівна Сабанеєва (23 лютого 1922, Коростень — ?) — українська радянська скульпторка; член Спілки радянських художників України.

## Біографія
Народилася 23 лютого 1922 року в місті Коростені (нині Житомирська область, Україна). 1954 року закінчила Київський художній інститут, де навчаламя Сергія Меркулова, макса Гельмана).
Нагороджена Почесною грамотою Президії Верховної Ради УРСР. Мешкала в Києві, в будинку на провулку Чекістів № 14, квартира № 10.

## Творчість
Працювала в монументальній і станковій скульптурі. Серед робіт:
- «Володя Ульянов» (1957, мармур);
- «Півники» (1957);
- «Після громадянської» (1957);
- «На фронтових дорогах» (1958);
- «Металурги» (1960, гіпс);
- «Зорі на зустріч» (1964, оргскло);
- «Мати» (1964);
- «Тарасик» (1964, дерево);
- «Батько» (1967, штучний камінь);
- «Скорбота» (1975; Музей декоративно-ужиткового мистецтва Київщини)[1];
- «Казка про золотого півника» (1975; Музей декоративно-ужиткового мистецтва Київщини)[1].

Монументальна скульптура
- пам'ятник Миколі Пирогову у Вінниці (1971, граніт; разом з Наталією Дерегус, архітектор Анатолій Корнєєв);
- меморіальна дошка Одександрові Пироговському на вулиці Тарасівській, № 19 у Києві (1976, бронза, барельєф; архітектор Олег Стукалов)[2].

Брала участь у республіканських та всесоюзних виставках з 1957 року.